# Fanale (nautica)

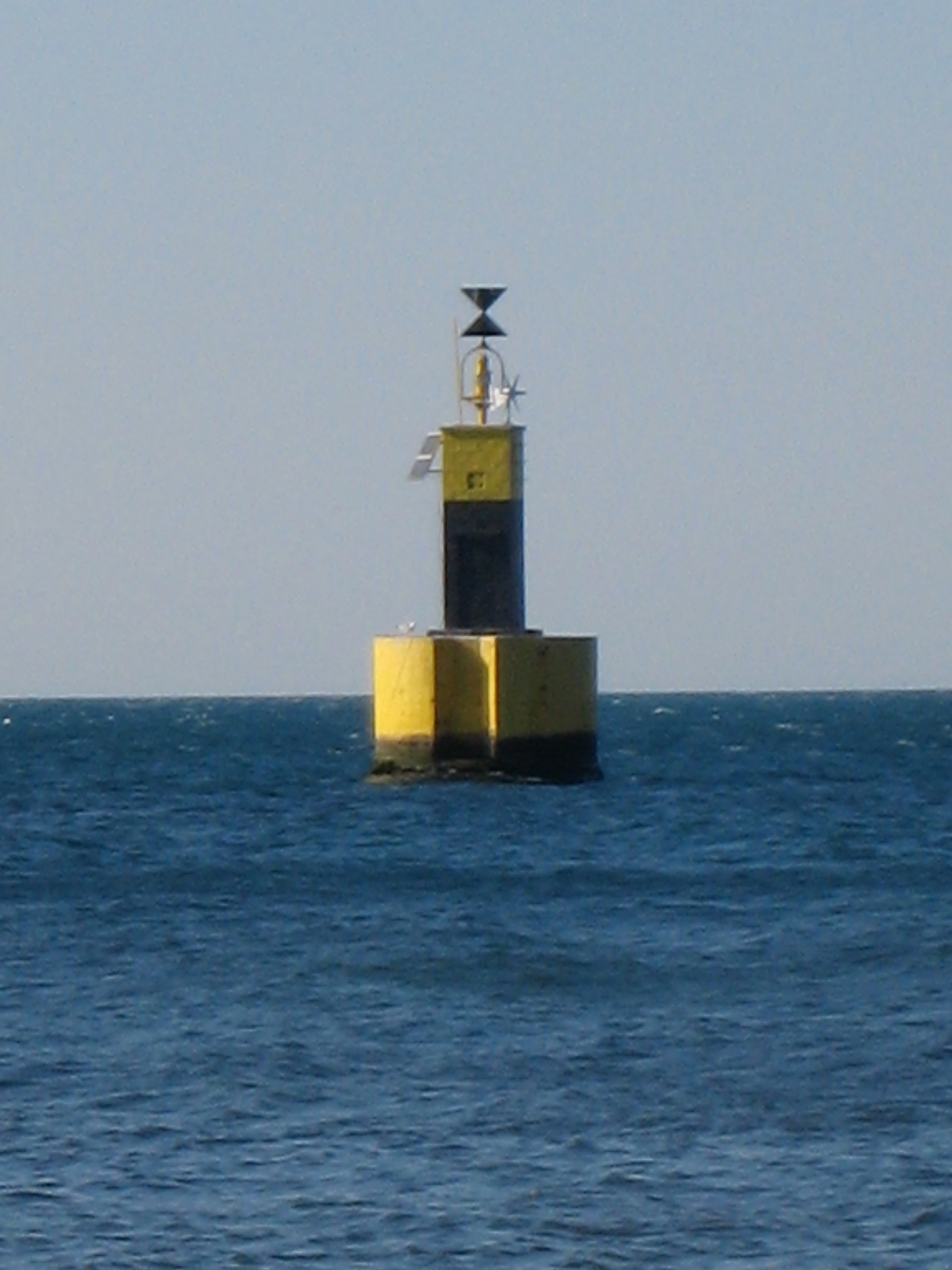
Un fanale che segnala una secca al largo di un promontorio. Si tratta, nella fattispecie, di una meda cardinale Ovest (passare a Ovest della meda, il pericolo è a Est).

I fanali sono, assieme ai fari, dei segnalamenti marittimi luminosi. Rispetto a quest'ultimi hanno una portata luminosa inferiore a quella dei fari, precisamente inferiore alle 10 miglia, e sono usati  per segnalare le bocche dei porti, le estremità delle dighe foranee, le secche, altri ostacoli alla navigazione costiera ed altri punti di interesse minore rispetto a quelli segnalati dai fari.
Sono segnati sulle carte nautiche, e possono essere installati sia sulla terraferma che in mare, o anche sopra una boa, che prende così il nome di boa luminosa, o sopra uno scafo ancorato, che prende il nome di battello fanale.
La luce emessa dai fanali può essere di vario colore, a seconda del loro scopo; ad es. i fanali che segnalano l'ingresso ad un porto sono uno a luce rossa ed uno a luce verde, in modo da indicare chiaramente l'imboccatura, rispetto alla quale la manovra di ingresso deve essere effettuata mantenendo il rosso a sinistra e il verde a dritta (e quindi "rosso con rosso e verde con verde" riferendosi alle omologhe luci di via di bordo). L'opposto nella manovra di uscita. (Attenzione: questo è valido solo per i porti di Zona A: i porti della Zona B hanno le luci invertite (verde a dritta e rosso a sinistra uscendo)).

## Galleria d'immagini

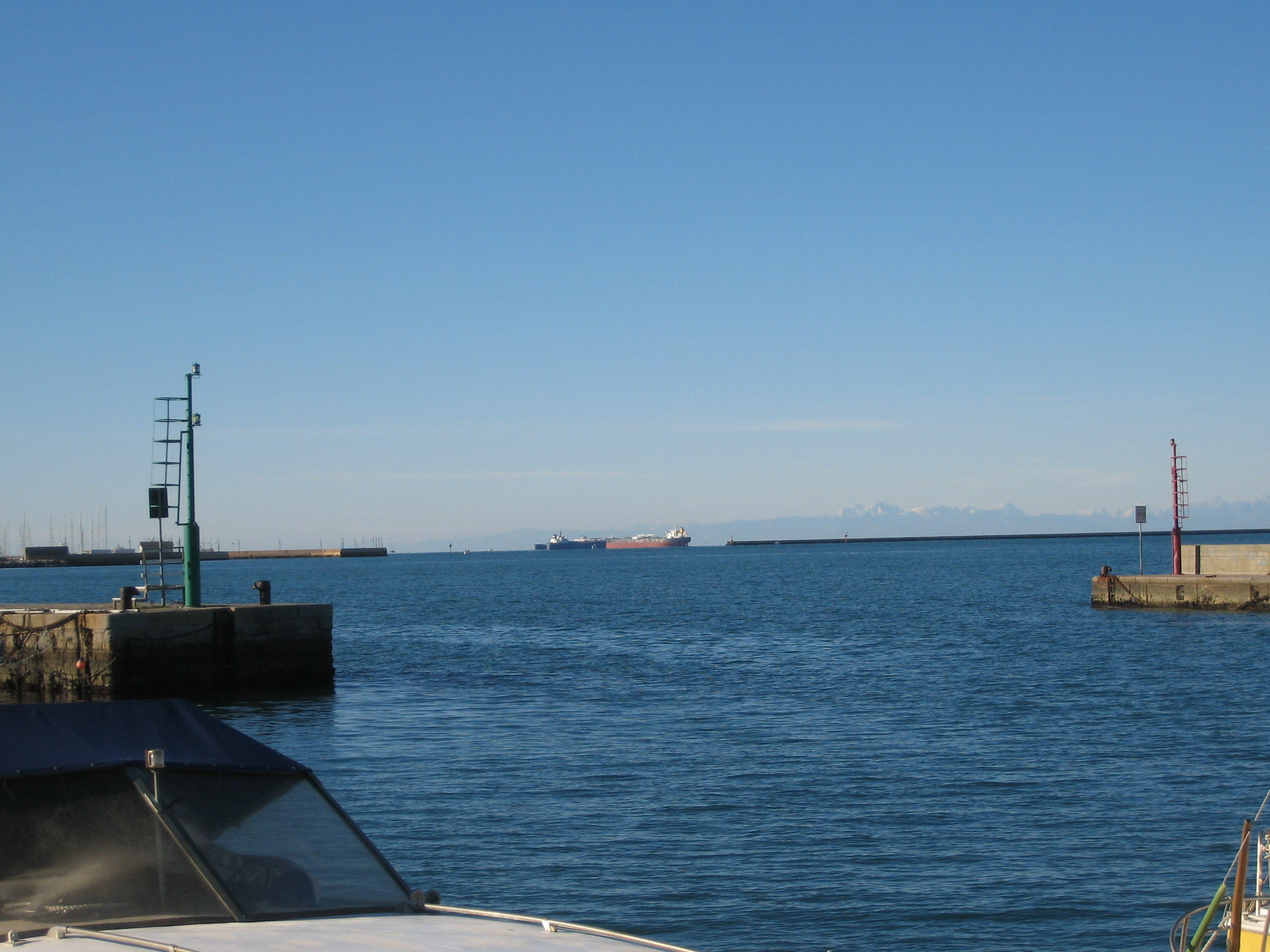
I fanali verde e rosso all'imboccatura di un porticciolo
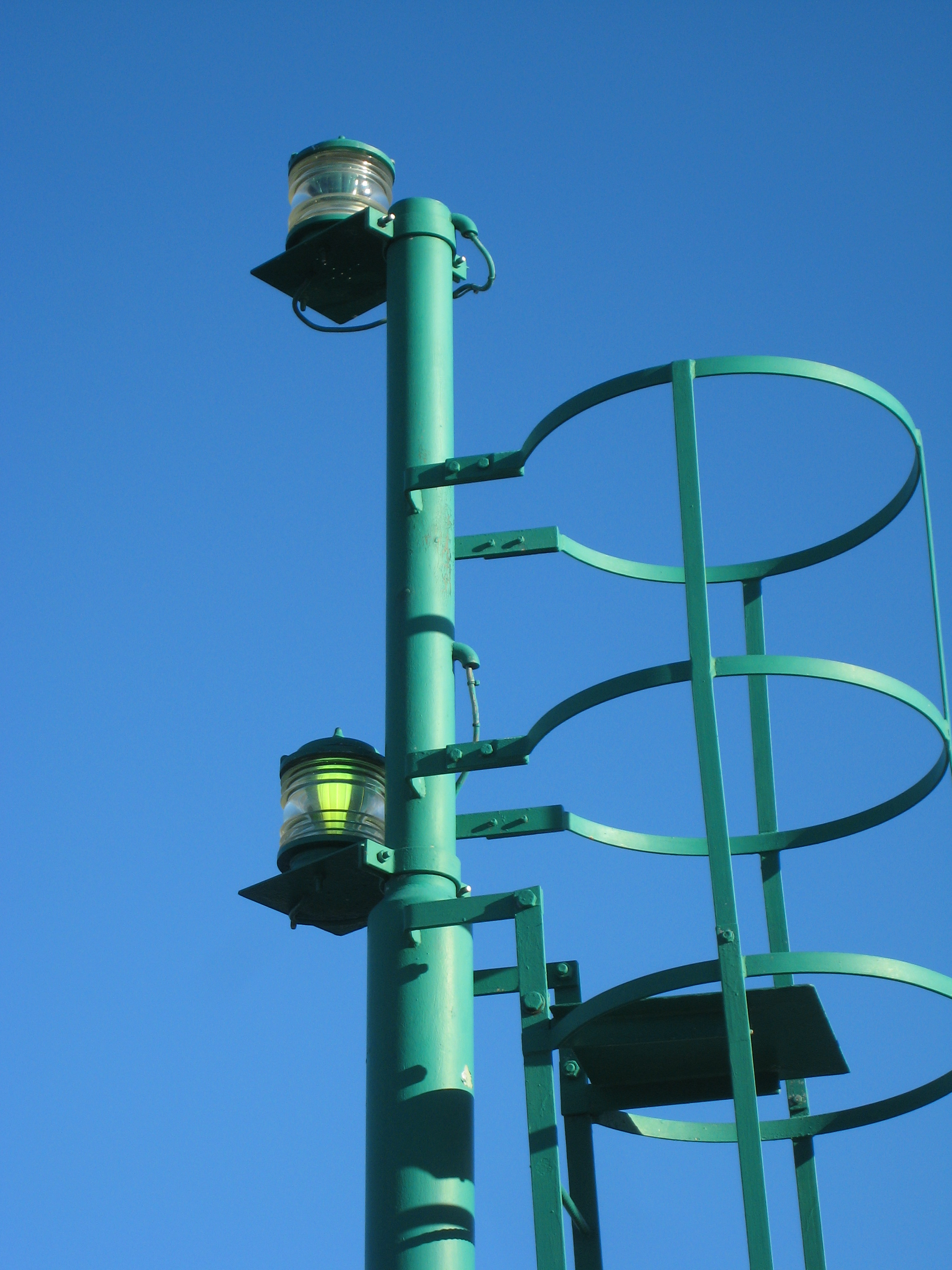
Dettaglio del fanale verde
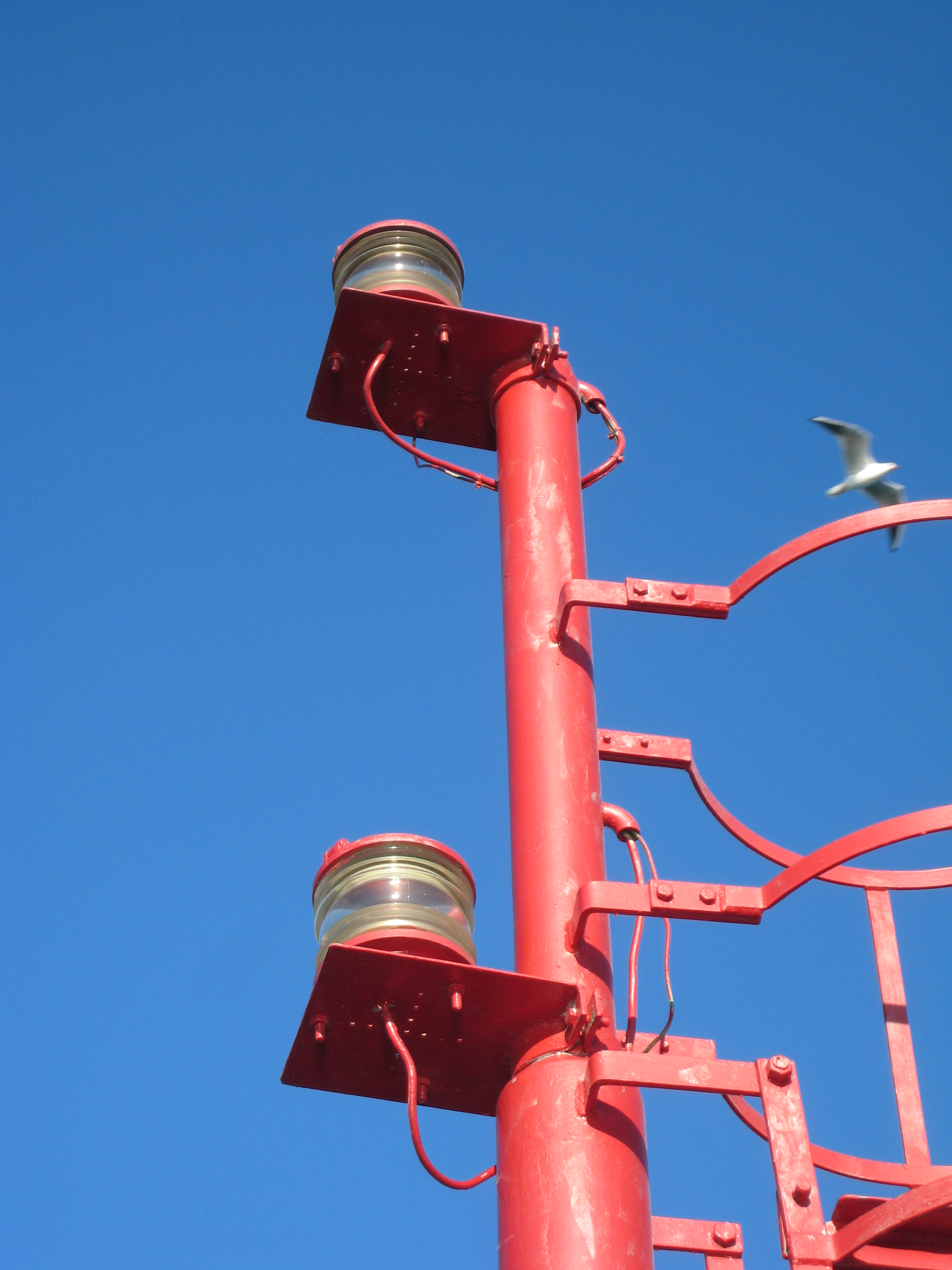
Dettaglio del fanale rosso
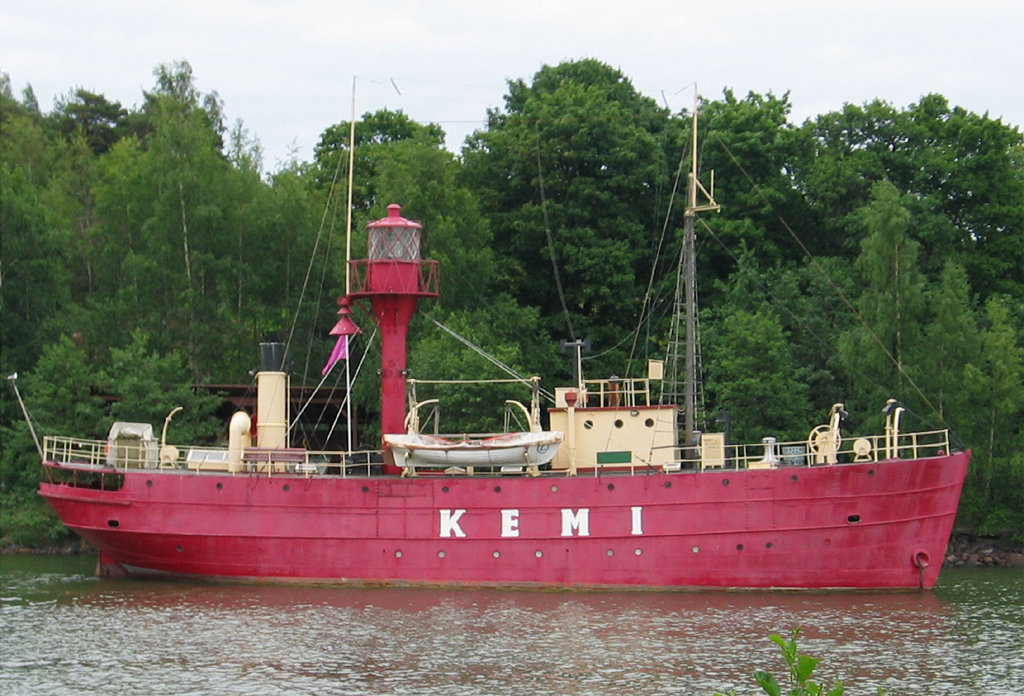
Un battello-fanale